# Csata a moszuli gátnál
Ez a szócikk az arab neveket a Magyar Helyesírás Szabályai 221. pontja által a tudományos ismeretterjesztés számára megengedett nemzetközi átírást használja. Amennyiben létezik közismert magyar név, akkor a szócikkben az szerepel.
A kurd Pesmergák, valamint az őket támogató Iraki Fegyveres Erők katonái, az amerikaiak vezette koalíció légiegységei, valamint az Iraki és Levantei Iszlám Állam (ISIL) seregei között 2014. augusztusban zajlott csata volt.

## Előzmények
Miután a kurd seregek egy sor a környékben vívott csatát követően elhagyták a moszuli gát környékét, az ISIL seregei 2014. augusztus 7-én elfoglalták azt.  Amerikai hivatalnokok szerint a gát eleste sok aggodalomra ad okot, ugyanis ha azt felrobbantják, akkor az így kialakuló 20 méter magas hullámok több lejjebb fekvő várost és falut is veszélyeztethet. Hogy ezt megakadályozzák, a kurdok, az Iraki Hadsereg és az Amerikai Légi Erő ellentámadást indított, hogy visszafoglalhassák a gátat

## Események
Augusztus 16-án az USA légi támadást indított a gát környékén állomásozó ISIL-egységek ellen, és több létesítményüket lerombolták. Aznao a kurd csapatok is megtámadták az ISIL-t, lőtték a közelben lévő állásokat, így megnyitották az utat egy későbbi szárazföldi akció előtt. Abdelrahman Korini, a kurdok egyik parancsnoka úgy nyilatkozott az AP-nek, miszerint a Pesmergák a gát keleti részét elfoglalták, és tovább haladtak előre.  A Rudaw kurd internetes újság szerint ezek voltak a leghevesebb, katonai célpontok elleni amerikai bombázások a légierő előző heti első bevetése óta. A támadásokban az ISIL legalább 11 tagját megölték.
Augusztus 17-én a harcok tovább folytak. A kurd Pesmergák a hírek szerint három, a gát környékén lévő várost elfoglaltak: Tel Skufot, Sharafiyat és Batnayat. Az amerikai légierő eddig a napig kilenc légi támadást indított, melyben négy páncélos csapatszállítót, egy páncélozott, járművet, hét tankot, és két Humvee-t megsemmisített vagy megrongált. Az ISIl katonái robbanó eszközökkel próbálták lelassítani a  kurdok előre nyomulását, melyek között voltak házi készítésű bombák és taposóaknák is.
Augusztus 18-án az iraki és kurd erők arról számoltak be, hogy teljes egészében megszerezték a gátat. Barack Obama amerikai elnök ezt szintén megerősítette. Hozzátette, hogy a moszuli gát elfoglalása „egy nagy előrelépés” volt a milicisták elleni hosszú távú stratégiában. A helyszínen lévő tudósítók szerint a harcok még nem csitultak el teljesen.
A harcok augusztus 19-én értek véget végleg, mikor is a kurdok és az irakiak fölényes győzelmet arattak. A gátat meglátogató Jim Muir, a BBC riportere szerint "ismét biztonságos kezekben van", és zavartalanul üzemel.